# تست فلزیاب
تست فلزیاب در روش حرکتی با سر جستجوگر، کوئل، لوپ و سنسور مغناطیسی با فاصله از فلز مهم است.
اگر سر جست‌وجو گر، کوئل، لوپ و سنسور مغناطیسی را در یک صخره بزرگ یا زمین طبیعی کوهستانی و هر نوع شرایط لایه های زمین قرار داده و فلز را از زیر یا مقابل سر جست‌وجو گر، کوئل، لوپ و سنسور مغناطیسی عبور داده شود با شرایط زمین یکدست و بدون آلودگی یا لایه‌های متفاوت یکسان است ؛ دلیل آن این است که اگر سر جستجو گر ثابت باشد در شرایط بالانس دستی یا خودکار و تغییرات فاز از میدان مغناطیس ذرات مزاحم پدید نمی‌آید و جریان مغناطیسی سر جست‌وجو گر حالت ثابت داشته و با این وضعیت قدرت دقت و عمق فلزیاب بدست نمی‌آید  و این روش کار اصلی آن فلزیاب نمی‌باشد.

## تست فلز با لوپ ثابت
اینکه با فلزیاب در کوهستان یا بر روی یک صخره تست فلزیاب را انجام دهیم و لوپ یا کوئل و سنسور مغناطیسی ثابت باشد و فلز را از زیر صخره یا چند لایه گوناگون زمین عبور بدهیم تست واقعی فلزیاب برای نشان دادن قدرت عمق و دقت آن فلزیاب نمی‌باشد ؛ زیرا فلزیاب پالسی (PI)، فلزیاب وی ال اف (VLF)، فلزیاب تی ار (TR) و هر نوع فلزیاب که با بالانس زمینی یا بالانس اتوماتیک عمل مینماید، فقط می‌توان فلزات آهنی را از فلزات غیر آهنی  تشخیص داد و مشخص نمود و در صورت ثابت بودن لوپ یا هر نوع سر جست‌وجو گر دچار تغییرات در میدان مغناطیس سر جستجوگر یا لوپ نمی‌گردد، تا بتوان به ثبات آن فلزیاب دست یافت و با این نوع تست توان فلزیاب مشخص نمی‌گردد.

## زمین متفاوت
فلزیابی که در زمین متفاوت بتواند تفکیک طلا یا انواع فلزات را به انجام برساند باید قدرت ارزیابی زمین  را دارا باشد ؛ ارزیابی زمین برای زمین کوهستانی، زمین مرطوب، زمین سفت، زمین آلوده، زمین سست و شل و یا زمین یکدست با فلزیاب فرکانسی یا فلزیاب جذبی که دارای تنظیمات ادیت (EDIT) با تفکیک عدد وی دی ای  و تنظیمات سطح و حجم (Threshold) انجام شدنی می‌باشد ؛ و فلزیاب فرکانسی با اصول رادار در هر شرایطی می‌تواند جستجوی دقیقی داشته باشد، به شرط آنکه اپراتور فلزیاب بتواند تنظیمات را با دقت بالا تعیین نماید و تغییر تنظیمات را در نهایت کار به عمل رساند.

## نفوذ سنگ
فلزیابی که بخواهد در زمین سفت و سخت عمل نماید، یا در سنگ و صخره با دقت تفکیک نماید باید با اصول فرکانس عمل نماید و یک فلزیاب راداری فرکانسی می‌تواند فلزیاب آنتنی، فلزیاب لیزری و فلزیاب تصویری با تنظیمات ادیت (EDIT) با عدد وی دی ای و تنظیمات سطح و حجم ترشهولد (THRESHOLD) می‌تواند در صخره و کوهستان یا زمین آلوده به راحتی تفکیک نماید و با تغییر تنظیمات هر گونه عامل ایجادکننده خطا را از ذرات مزاحم یا تغییرات زمین  تشخیص داده و مشخص نماید.

## لایه های متفاوت
فلزیابی که بتواند طلا را در عمق زیاد تفکیک نماید در هر شرایطی می‌تواند عمل نماید و تست فلزیاب بر روی لایه‌های متفاوت مانند خاک، سنگ و آهک با ثابت نگهداشتن کوئل و لوپ یا سنسور مغناطیسی و عبور دادن فلزات از جلو یا زیر آن نشانه قدرت عملکرد در زمین‌های آلوده نمی‌باشد ؛ همچنین اگر کوئل و لوپ یا سنسور مغناطیسی در چند سانتی متری  فلز قرار داده شود و بر روی فلز آورده شود نیز همین شرایط را دارا است.
این نوع تست فلزیاب بیشتر برای فلزیاب پالسی (PI)، فلزیاب وی ال اف (VLF) و فلزیاب تی ار (TR) به انجام می‌رسد که نیاز به بالانس زمین دارد و بیشتر یک نمایش است ؛ این فلزیاب‌ها با تغییر شرایط زمین بالانس خود را از دست میدهد و پاسخ اشتباه بر روی ذرات می‌دهند و این نوع فلزیاب‌ها در روش حرکتی با سر جستجوگر یا کوئل و لوپ یا سنسور مغناطیسی توان تشخیص فلزات را در عمق زیاد و در زمین آلوده نداشته و ثبات خود را از دست می هند.

## پاسخ ثابت در زمین شوره زار
فلزیاب در زمین دارای سیلیس، رسوب یا شوره زار با مشکل روبرو میگردد و در این گونه زمین‌ها فلزیاب پاسخ ثابت و درستی بر روی طلا یا فلزات به نسبت ذرات مزاحم یا شوره زار نمی‌دهد و این مشکل در فلزیاب‌هایی که نیاز به بالانس دارند یا بالانس اتوماتیک دارد و از دسته فلزیاب‌های پالسی، فلزیاب وی ال اف (VLF)، فلزیاب تی آر (TR) و فلزیاب ای بی (IB) می‌باشد یک پدیده همگانی است و اصولاً زمین شوره زار و دارای سیلیس یا کوارتز و رسوبات برای این دسته فلزیاب‌ها ایجاد خطا می‌نمایند.

## گرند بالانسدیجیتال
فلزیاب آنتنی یا ردیاب نیاز به بالانس زمینی یا گرند بالانس دیجیتال ندارد زیرا ردیاب یا فلزیاب آنتنی که با اصول رادار طراحی شده‌است، با انتشار و جذب فرکانس مانند رادار می‌تواند با یک منبع مستقل در مدار راداری خود موقعیت طلا یا انواع فلزات و حذف ذرات مزاحم را به انجام رساند ؛ البته وجود تنظیمات ادیت (EDIT) با عدد وی دی ای و تنظیمات سطح و حجم ترشهولد (THRESHOLD) شرایط ارزیابی زمین را ایجاد مینماید، که نیاز به بالانس زمینی یا گرند بالانس را از بین میبرد.
تنظیمات بالانس زمین یا گرند بالانس عامل اختلال در تشخیص فلزیاب آنتنی یا دیگر فلزیاب‌ها میگردد.